# Stephen Stewart
Stephen Stewart, né le 27 mars 1978 à Sydney, est un rameur australien.

## Biographie

### Palmarès

#### Aviron aux Jeux olympiques
- 2004 à Athènes, Grèce
  -  Médaille de bronze en huit[1]